# Огрохін Іван Миколайович
Іван Миколайович Огрохін (12 травня 1959, с. Грузьке, Конотопський район, Сумська область, УРСР) — міський голова Конотопа у 2002—2005 і 2006—2010 роках.
Народився в селі Грузьке Конотопського району Сумської області в родині службовця.

## Освіта
- Харківський інститут інженерів залізничного транспорту, отримав кваліфікацію «інженер-будівельник»;
- Харківська державна академія залізничного транспорту за спеціальністю «Транспортний менеджмент», отримав кваліфікацію «економіст-менеджер» та магістр за фахом «Промислове та цивільне будівництво»;
- Національна академія державного управління при Президентові України, здобув кваліфікацію «магістр державного управління».

## Професійний досвід
- Трудовий шлях почав в 1980 році працюючи монтажником, майстром, виконробом у будівельно-монтажному поїзді № 615 міста Конотоп. Стаж роботи на керівних посадах рахується з 1987 року;
- 1987—1992 — робота у Конотопському міськвиконкомі;
- 1992—2000 — працював на керівних посадах Конотопського відділку Південно-Західної залізниці;
- з 2001 по лютий 2002 року працював начальником служби МТЗ Південно-Західної залізниці (м. Київ);
- у 2002—2005 роках — на посаді міського голови міста Конотопа;
- в 2006 році повторно обраний на посаду конотопського міського голови 53 % виборців, і відпрацював цілу каденцію — до 2010 року, коли на місцевих виборах в Україні—2010 поступився В. І. Дзеду.

Обирався депутатом Конотопської міської ради 2-го скликання та депутатом Сумської обласної ради 3-го скликання.
Одружений. Виховує 3-х доньок.